# Пісоцько-Конькове (заказник)
Пісоцько-Конькове — ландшафтний заказник місцевого значення в Україні. Розташований біля села Соснівка Гадяцького району Полтавської області.
Площа 204,4 га. Створено згідно з Рішенням Полтавської обласної ради від 04.09.1995 року. Перебуває у користуванні Сарівської (27,8 га), Харківецької (103,6 га), та Лютенської (73 га) сільських рад. Входить до складу Гадяцького регіонального ландшафтного парку.
Охороняється цінний природний комплекс лук, водойм та лісів у заплаві лівого берега річки Псел з рідкісними та лікарськими рослинами і багатим тваринним світом. Охороняється 5 видів рідкісних рослин і 23 види рідкісних тварин. Тут зростають гірчак зміїний та родовик лікарський, а також косарики тонкі, занесені до Червоної книги України.